# Anderlecht-Standard
De wedstrijd tussen RSC Anderlecht en Standard Luik is een Belgische voetbalklassieker tussen de roemrijkste clubs van Brussel en Wallonië. Standard en Anderlecht zijn overigens ook de twee clubs die al het langst onafgebroken in eerste klasse spelen.
De voetbalklassieker staat vaak bol van de overtredingen, uitsluitingen en opstootjes. De spanning die met het duel gepaard gaat, bereikte in 2009 een hoogtepunt doordat de twee clubs het na de competitie tegen elkaar moesten opnemen in twee testwedstrijden om de titel. Standard won de landstitel, bij Anderlecht was de teleurstelling erg groot. In de eerstvolgende wedstrijd tussen beide clubs, in het seizoen 2009/10, liep het dan ook mis. Marcin Wasilewski (Anderlecht) liep een dubbele open beenbreuk op als gevolg van een tackle van Axel Witsel (Standard), waarvoor deze laatste werd uitgesloten. De gewezen Gouden Schoen werd achteraf voor lange tijd geschorst. Wasilewski kwam door de beenbreuk een jaar niet aan spelen toe. Ook in de volgende competitiewedstrijd tussen Standard en Anderlecht kreeg Witsel een rode kaart.
In oktober 2009 probeerden Roger Vanden Stock, voorzitter van Anderlecht, en Luciano D'Onofrio, vicevoorzitter van Standard, een verzoening op poten te zetten. De twee voetbalbestuurders nodigden de pers uit en begroeven de strijdbijl. In 2017 laaide het conflict echter opnieuw op. Tijdens het bekerduel moest de wedstrijd stilgelegd worden nadat supporters van Anderlecht bekertjes en voetzoekers op het veld gooiden. Standard won de wedstrijd uiteindelijk met 0-1.
In het seizoen 2018/19 werd de play-off wedstrijd Standard-Anderlecht na een half uur definitief stilgelegd bij een 2-0 voorsprong voor Standard. Dit nadat de bezoekende supporters herhaaldelijk vuurpijlen en bommetjes op het veld wierpen. Er werd uiteindelijk een 5-0 overwinning toegekend aan Standard.
Spelers die van Anderlecht naar Standard overstappen, of omgekeerd, worden vaak door de supporters van hun ex-club beschouwd als verraders. Ze zijn tijdens de voetbalklassieker vaak kop van Jut.
Anderlecht en Standard namen het in de finale van de beker al zes keer (1965, 1966, 1972, 1973, 1988, 1989) tegen elkaar op. De Rouches wonnen enkel de finale in 1966. In de Supercup stonden beide clubs al drie keer (1981, 1993, 2008) tegenover elkaar. Standard won de supercup twee keer, Anderlecht enkel in 1993.

## Derby's sinds 1989
| Seizoen | Competitie       | Thuisploeg | Uitploeg   | Score | Doelpunten thuisploeg                          | Doelpunten uitploeg                         |
| ------- | ---------------- | ---------- | ---------- | ----- | ---------------------------------------------- | ------------------------------------------- |
| 1989/90 | Eerste klasse    | Standard   | Anderlecht | 0-2   |                                                | Degryse, Oliveira                           |
| 1989/90 | Eerste klasse    | Anderlecht | Standard   | 1-0   | Degryse                                        |                                             |
| 1990/91 | Eerste klasse    | Anderlecht | Standard   | 5-1   | Rutjes (2), Nilis (2), Van Baekel              | Delangre                                    |
| 1990/91 | Eerste klasse    | Standard   | Anderlecht | 1-2   | Cruz                                           | Keshi, Oliveira                             |
| 1991/92 | Eerste klasse    | Anderlecht | Standard   | 0-0   |                                                |                                             |
| 1991/92 | Eerste klasse    | Standard   | Anderlecht | 1-2   | Demol                                          | Oliveira (2)                                |
| 1992/93 | Eerste klasse    | Standard   | Anderlecht | 1-1   | Wilmots                                        | Van Vossen                                  |
| 1992/93 | Eerste klasse    | Anderlecht | Standard   | 2-0   | Boffin, Kooiman                                |                                             |
| 1993/94 | Supercup         | Anderlecht | Standard   | 3-0   | Nilis (2), Bosman                              |                                             |
| 1993/94 | Eerste klasse    | Standard   | Anderlecht | 0-3   |                                                | Nilis (3)                                   |
| 1993/94 | Eerste klasse    | Anderlecht | Standard   | 0-0   |                                                |                                             |
| 1994/95 | Eerste klasse    | Standard   | Anderlecht | 1-1   | Bettagno                                       | Walem                                       |
| 1994/95 | Eerste klasse    | Anderlecht | Standard   | 2-1   | Degryse, Rutjes                                | Goossens                                    |
| 1995/96 | Eerste klasse    | Standard   | Anderlecht | 2-4   | Goossens, Hellers                              | Babayaro, De Bilde, Preko (2)               |
| 1995/96 | Eerste klasse    | Anderlecht | Standard   | 2-1   | Obiorah, Zetterberg                            | Bettagno                                    |
| 1996/97 | Eerste klasse    | Standard   | Anderlecht | 0-1   |                                                | De Bilde                                    |
| 1996/97 | Eerste klasse    | Anderlecht | Standard   | 2-1   | Baseggio (2)                                   | Peiremans (own)                             |
| 1997/98 | Eerste klasse    | Standard   | Anderlecht | 1-2   | Zefilho                                        | Iachtchouk, Dheedene                        |
| 1997/98 | Eerste klasse    | Anderlecht | Standard   | 2-0   | Zetterberg, Oliseh                             |                                             |
| 1998/99 | Eerste klasse    | Anderlecht | Standard   | 0-1   |                                                | M. Mpenza                                   |
| 1998/99 | Eerste klasse    | Standard   | Anderlecht | 0-6   |                                                | Scifo, Radzinski (3), Baseggio, Iachtchouk  |
| 1999/00 | Eerste klasse    | Standard   | Anderlecht | 0-0   |                                                |                                             |
| 1999/00 | Eerste klasse    | Anderlecht | Standard   | 2-0   | Stoica, Anastasiou                             |                                             |
| 2000/01 | Eerste klasse    | Standard   | Anderlecht | 1-1   | Mornar                                         | Radzinski                                   |
| 2000/01 | Eerste klasse    | Anderlecht | Standard   | 0-0   |                                                |                                             |
| 2001/02 | Eerste klasse    | Standard   | Anderlecht | 1-0   | Moreira                                        |                                             |
| 2001/02 | Eerste klasse    | Anderlecht | Standard   | 0-0   |                                                |                                             |
| 2002/03 | Eerste klasse    | Standard   | Anderlecht | 0-2   |                                                | Seol, Zane                                  |
| 2002/03 | Eerste klasse    | Anderlecht | Standard   | 2-1   | Lovre, Jestrović                               | Vandooren                                   |
| 2003/04 | Eerste klasse    | Anderlecht | Standard   | 1-4   | Mornar                                         | Kaklamanos (2), É. Mpenza, Walasiak         |
| 2003/04 | Eerste klasse    | Standard   | Anderlecht | 1-1   | É. Mpenza                                      | Aruna                                       |
| 2004/05 | Eerste klasse    | Standard   | Anderlecht | 1-0   | Conceição                                      |                                             |
| 2004/05 | Eerste klasse    | Anderlecht | Standard   | 3-2   | Kompany, Aruna, Tihinen                        | Geraerts (2)                                |
| 2005/06 | Eerste klasse    | Standard   | Anderlecht | 2-0   | Moreira, Juhász (own)                          |                                             |
| 2005/06 | Eerste klasse    | Anderlecht | Standard   | 2-0   | Akin, Zetterberg                               |                                             |
| 2006/07 | Eerste klasse    | Standard   | Anderlecht | 0-0   |                                                |                                             |
| 2006/07 | Eerste klasse    | Anderlecht | Standard   | 1-0   | Tchité                                         |                                             |
| 2006/07 | Beker van België | Anderlecht | Standard   | 0-1   |                                                | Jovanović                                   |
| 2006/07 | Beker van België | Standard   | Anderlecht | 2-1   | Witsel, Jovanović                              | Mbokani                                     |
| 2007/08 | Eerste klasse    | Anderlecht | Standard   | 0-0   |                                                |                                             |
| 2007/08 | Eerste klasse    | Standard   | Anderlecht | 2-0   | Mbokani (2)                                    |                                             |
| 2008/09 | Supercup         | Standard   | Anderlecht | 3-1   | Onyewu (2), Nicaise                            | Suárez                                      |
| 2008/09 | Eerste klasse    | Standard   | Anderlecht | 2-1   | Witsel, Jovanović                              | Jakovenko                                   |
| 2008/09 | Eerste klasse    | Anderlecht | Standard   | 4-2   | Boussoufa (2), Wasilewski, De Sutter           | Dalmat, Mbokani                             |
| 2008/09 | Testwedstrijden  | Anderlecht | Standard   | 1-1   | Legear                                         | Mbokani                                     |
| 2008/09 | Testwedstrijden  | Standard   | Anderlecht | 1-0   | Witsel                                         |                                             |
| 2009/10 | Eerste klasse    | Anderlecht | Standard   | 1-1   | Gillet                                         | Mbokani                                     |
| 2009/10 | Eerste klasse    | Standard   | Anderlecht | 0-4   |                                                | Legear, Lukaku, Traoré (own), Mangala (own) |
| 2010/11 | Eerste klasse    | Standard   | Anderlecht | 5-1   | Mbaye Leye, Tchité (2), Bokanga, Carcela       | Boussoufa                                   |
| 2010/11 | Eerste klasse    | Anderlecht | Standard   | 2-0   | Gillet, Legear                                 |                                             |
| 2010/11 | Eerste klasse    | Anderlecht | Standard   | 1-3   | Gillet                                         | Nong (2), Goreux                            |
| 2010/11 | Eerste klasse    | Standard   | Anderlecht | 2-1   | Carcela, Tchité                                | Juhász                                      |
| 2011/12 | Eerste klasse    | Anderlecht | Standard   | 5-0   | Jovanović, Gillet, Mbokani, Suárez, Wasilewski |                                             |
| 2011/12 | Eerste klasse    | Standard   | Anderlecht | 1-2   | Tchité                                         | Juhász, Mbokani                             |
| 2011/12 | Eerste klasse    | Standard   | Anderlecht | 0-0   |                                                |                                             |
| 2011/12 | Eerste klasse    | Anderlecht | Standard   | 3-0   | Mbokani, Suárez, Canesin                       |                                             |
| 2012/13 | Eerste klasse    | Standard   | Anderlecht | 2-1   | Bulot (2)                                      | Jovanović                                   |
| 2012/13 | Eerste klasse    | Anderlecht | Standard   | 2-2   | Biglia, Gillet                                 | Batshuayi, Buyens                           |
| 2012/13 | Eerste klasse    | Standard   | Anderlecht | 0-0   |                                                |                                             |
| 2012/13 | Eerste klasse    | Anderlecht | Standard   | 2-0   | Gillet (2)                                     |                                             |
| 2013/14 | Eerste klasse    | Anderlecht | Standard   | 1-1   | Kljestan                                       | Ezekiel                                     |
| 2013/14 | Eerste klasse    | Standard   | Anderlecht | 1-1   | Batshuayi                                      | Praet                                       |
| 2013/14 | Eerste klasse    | Standard   | Anderlecht | 1-0   | Carcela                                        |                                             |
| 2013/14 | Eerste klasse    | Anderlecht | Standard   | 2-1   | Mbemba, Mitrović                               | Mbemba (own)                                |
| 2014/15 | Eerste klasse    | Anderlecht | Standard   | 0-2   |                                                | Teixeira, Mpoku                             |
| 2014/15 | Eerste klasse    | Standard   | Anderlecht | 2-0   | Ciman, De Camargo                              |                                             |
| 2014/15 | Eerste klasse    | Standard   | Anderlecht | 3-1   | Ezekiel (2), Mujangi Bia                       | Tielemans                                   |
| 2014/15 | Eerste klasse    | Anderlecht | Standard   | 1-1   | Najar                                          | Ezekiel                                     |
| 2015/16 | Eerste klasse    | Standard   | Anderlecht | 1-0   | Legear                                         |                                             |
| 2015/16 | Eerste klasse    | Anderlecht | Standard   | 3-3   | Suárez, Okaka, Lukebakio                       | Santini, Kosanović, Edmilson jr.            |
| 2016/17 | Eerste klasse    | Standard   | Anderlecht | 0-1   |                                                | Teodorczyk                                  |
| 2016/17 | Eerste klasse    | Anderlecht | Standard   | 0-0   |                                                |                                             |
| 2017/18 | Eerste klasse    | Anderlecht | Standard   | 1-0   | Onyekuru                                       |                                             |
| 2017/18 | Eerste klasse    | Standard   | Anderlecht | 3-3   | Sá, Luyindama (2)                              | Hanni (3)                                   |
| 2017/18 | Eerste klasse    | Standard   | Anderlecht | 2-1   | Emond, Carcela                                 | Trebel                                      |
| 2017/18 | Eerste klasse    | Anderlecht | Standard   | 1-3   | Teodorczyk                                     | Edmilson jr. (2), Emond                     |
| 2017/18 | Beker van België | Anderlecht | Standard   | 0-1   |                                                | Carlinhos                                   |
| 2018/19 | Eerste klasse    | Anderlecht | Standard   | 2-1   | Santini, Sanneh                                | Djenepo                                     |
| 2018/19 | Eerste klasse    | Standard   | Anderlecht | 2-1   | Marin, Mpoku                                   | Kums                                        |
| 2018/19 | Eerste klasse    | Standard   | Anderlecht | 5-0   | Marin, Mpoku                                   |                                             |
| 2018/19 | Eerste klasse    | Anderlecht | Standard   | 2-1   | Verschaeren, Santini                           | Carcela                                     |
| 2019/20 | Eerste klasse    | Anderlecht | Standard   | 1-0   | Saelemaekers                                   |                                             |
| 2019/20 | Eerste klasse    | Standard   | Anderlecht | 1-1   | Amallah                                        | Roofe                                       |
| 2020/21 | Eerste klasse    | Anderlecht | Standard   | 0-0   |                                                |                                             |
| 2020/21 | Eerste klasse    | Standard   | Anderlecht | 1-3   | Amallah                                        | Amuzu, Lawrence, Dauda                      |
| 2021/22 | Eerste klasse    | Standard   | Anderlecht | 0-1   |                                                | Refaelov                                    |
| 2021/22 | Eerste klasse    | Anderlecht | Standard   | 1-1   | Verschaeren                                    | Drăguș                                      |
| 2022/23 | Eerste klasse    | Standard   | Anderlecht | 5-0   | Raskin, Fossey, Zinckernagel                   | Verschaeren                                 |
| 2022/23 | Eerste klasse    | Anderlecht | Standard   | 2-2   | Slimani (2)                                    | Ohio, Sardella (own)                        |
| 2023/24 | Eerste klasse    | Standard   | Anderlecht | 3-2   | Alzate, Kawabe, Ngoy                           | Dolberg, Dreyer                             |
| 2023/24 | Eerste klasse    | Anderlecht | Standard   | 2-2   | Dreyer (2)                                     | Kawabe, Kanga                               |
| 2024/25 | Eerste klasse    | Anderlecht | Standard   | 3-0   | Simić, Dolberg, Dreyer                         |                                             |
| 2024/25 | Eerste klasse    | Standard   | Anderlecht | 0-2   |                                                |                                             |

Noot
- Tijdens het seizoen 2018/19, in play off 1, werd de match na een half uur definitief gestaakt nadat fans van Anderlecht herhaaldelijk rookbommen en vuurwerk op het veld gooiden. De stand was op dat moment 2-0 voor Standard. De wedstrijd kreeg een forfaitscore in het voordeel van Standard. De doelpuntenmakers blijven hun doelpunten behouden.
- In het seizoen 2022/23 werd de match, net zoals in het seizoen 2018/19, definitief gestaakt nadat de harde kern van Anderlecht vuurwerk op het veld gooide. Na 65 minuten stond het 3-1 voor Standard. Ook deze wedstrijd kreeg een forfaitscore in het voordeel van Standard. De doelpuntenmakers blijven hun doelpunten behouden.

## Statistieken sinds 1989
- Winst Anderlecht: 38
- Winst Standard: 27
- Gelijkspel: 27
- Grootste thuisoverwinning Anderlecht: 5-0
- Grootste thuisoverwinning Standard: 5-1  (In de seizoenen 2018/19 en 2022/23 werd een 5-0 forfaitscore toegekend in het voordeel van Standard na herhaaldelijke incidenten van de Anderlechtaanhang)
- Grootste uitoverwinning Anderlecht: 0-6
- Grootste uitoverwinning Standard: 1-4

## Spelers van beide clubs
Hieronder een lijst van enkele voetballers die zowel voor Anderlecht als Standard gespeeld hebben. Spelers die bij de ene club zijn opgeleid, maar bij de andere in het eerste elftal gespeeld hebben (zoals bijvoorbeeld Marouane Fellaini), worden niet meegerekend.
- Mbo Mpenza
- Jean Thissen
- Stéphane Demol
- Jelle Van Damme
- Paul van den Berg
- Michel Renquin
- Tony Rombouts
- Frédéric Pierre
- Peter Maes
- David Brocken
- Johan Walem
- Danny Boffin
- Alex Czerniatynski
- Jacky Munaron
- Luigi Pieroni
- Patrick Vervoort
- Olivier Suray
- Arie Haan
- Johnny Dusbaba
- Mohammed Tchité
- Gohi Bi Cyriac
- Dieumerci Mbokani
- Milan Jovanović
- Ole Martin Årst
- Tibor Selymes
- Ivica Mornar
- Steven Defour
- Jonathan Legear
- Imoh Ezekiel
- Adrien Trebel
- Ivan Santini

## Trainers van beide clubs
Hieronder een lijst van de trainers die zowel Standard als Anderlecht geleid hebben.
- Raymond Goethals
- René Vandereycken
- Urbain Braems
- Arie Haan
- Aad de Mos
- Johan Boskamp
- Tomislav Ivić
- Luka Peruzović
- Georg Keßler
- Charles Bunyan